# Cotonou VI
Cotonou VI è un arrondissement del Benin situato nella città di Cotonou (dipartimento del Litorale) con 76.943 abitanti (dato 2006).